# 格巴寺
格巴寺，位于西藏自治区日喀则地区定结县确布乡，是一座藏传佛教寺院。

## 简介
格巴寺位于西藏自治区日喀则地区定结县确布乡，为藏传佛教寺院。定结县是茶马古道经过地区，留有不少佛寺、宗堡、碉楼、古墓，该寺便是其中一座佛寺。
格巴寺的位置在确布乡政府驻地东北方向，地处加多措村以北，吉萨村以西。